# Cortador de unha

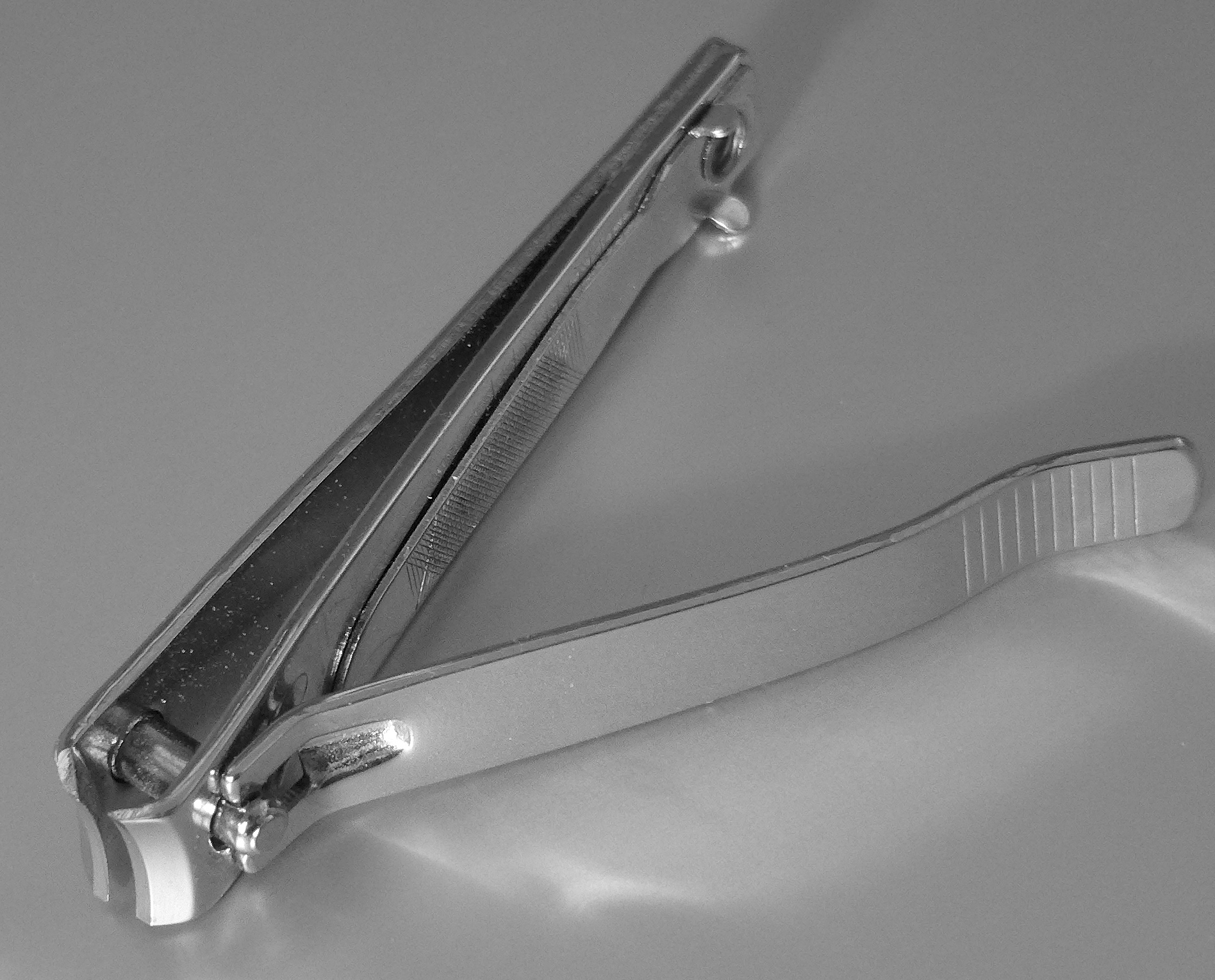
Um cortador de unha

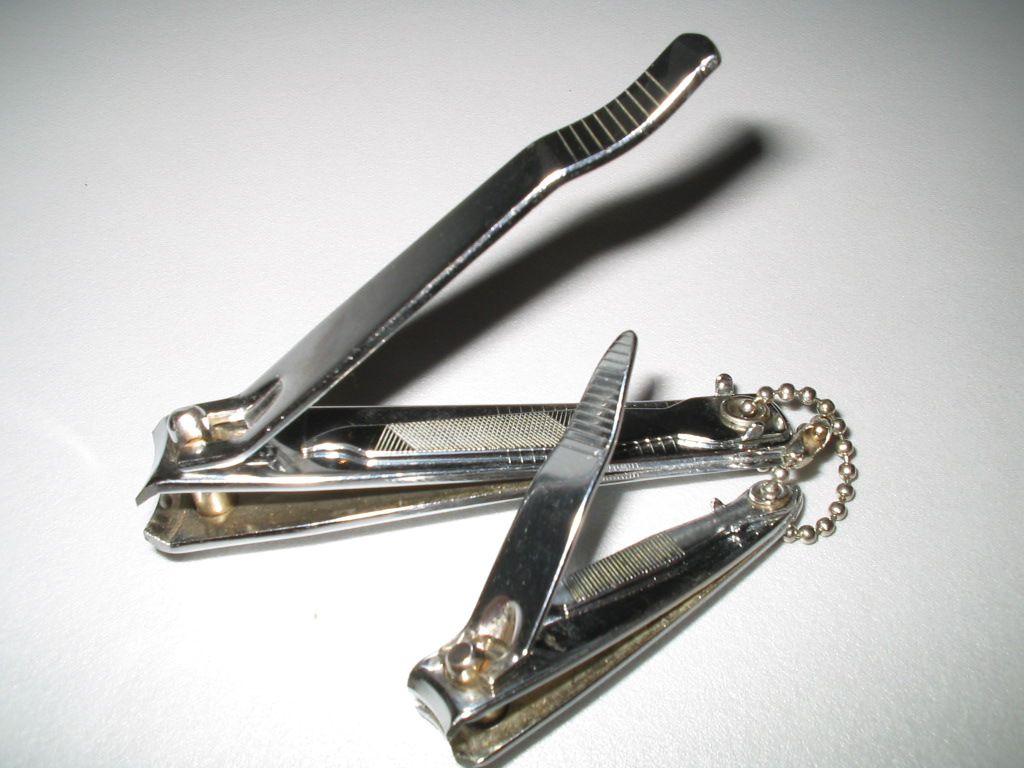
Dois tipos diferentes de cortador de unha

Cortador de unha ou corta-unhas é um dispositivo mecânico utilizado para aparar as unhas dos dedos das mãos e pés. 
Os corta-unhas são na maioria das vezes feitos de metal cromado. São geralmente constituídos de duas peças amovíveis, uma alavanca e as lâminas, podendo também ter incluídos um canivete com uma parte rugosa que serve de lima para as unhas. As lâminas têm geralmente uma forma côncava para se adaptarem à forma das unhas e podem estar orientadas de forma paralela ou perpendicular ao eixo do corta-unhas. 
Existem outros tipos de corta-unhas, por exemplo em forma de alicate, cuja forma facilita o corte das unhas dos pés. Estes proporcionam um corte mais rápido e eficaz ao permitir aplicar a força da mão toda e não só a de dois dedos.
É também vulgar os corta-unhas possuírem um buraco na parte de trás por onde se passa um fio de metal que pode ser usado para ligar o corta-unhas a algum outro objecto facilitando assim o seu transporte.
O corta-unhas funciona quando o seu utilizador coloca a unha entre as lâminas e pressionando a alavanca, faz com que as lâminas se juntem cortando a unha. Pode-se utilizar também o canivete para auxiliar na higiene ao retirar a sujidade debaixo das unhas nomeadamente pedaços de cotão que se acumulam devido ao uso diário de meias.
Dependendo da qualidade do metal, com a idade a lâmina dos corta-unhas tem tendência a perder qualidades e acaba por ter de ser substituída para evitar lesões.
A invenção do corta-unhas é atribuída a Chapel Carter no ano de 1896.